# Protium spruceanum
Protium spruceanum är en tvåhjärtbladig växtart som först beskrevs av George Bentham, och fick sitt nu gällande namn av Engler. Protium spruceanum ingår i släktet Protium och familjen Burseraceae. Inga underarter finns listade i Catalogue of Life.